# Gavril Cheregi
Gavril Cheregi a fost  un deputat român în legislatura 1990-1992, ales în județul Bihor pe listele partidului FSN, după ce l-a înlocuit pe deputatul Vasile Blaga începând de la 2 martie 1992.